# Maud d'Orby
Maud d'Orby (Valladolid, 1851 — 1929)  was een Spaans (foto)model en operette-ster (sopraan) die gedurende de Belle-Epoque furore maakte in Parijs en Brussel.

## Carrière
D'Orby begon als operazangeres in de komische opera tegen het einde van de 19e eeuw, wellicht heeft zij eerder opgetreden in Spanje maar in de Franse pers wordt zij pas vanaf die periode genoemd.
Ze heeft gewerkt in Parijs (Théâtre des Bouffes-Parisiens, Olympia, La Cigale, Scala) en in Brussel (Théâtre de la Gaîté, Théâtre du Vaudeville, Folies Bergère).
.
Haar Parijse succes begint in het Lyric Theatre, zij speelt daar in de oude komische opera (opera Bouffe), daarna gaat ze naar de 
Olympia waar ze rollen in verschillende operettes speelt, o.a Jean qui pleure et Jean qui rit (Voltaire), Leur Femme (22-05-1897, operette in 1 acte van P. Fournier, muziek van Edmond Missa). en Mé-Va-Ka.
Een operetteballet Déjeuner sur l'Herbe, door Ed. Missa vervolgens Barbe-Bleue (Blauwbaard) door Charles Lecoq opgevoerd in het theater des Bouffes-Parisiens.
In 1899 als Rebecca in Josephine Vendue par ses Soeurs (komische opera in 3 aktes, libretto Paul Fevrier en Fabrice Caree, muziek van Victor Roger)  en
als Christiane in  du Soleil de Minuit (komische opera in 3 actes, Nuitter & de Beaumont, muziek  Albert Renaud).
1899 in de la Demoiselle aux Camélias (komische opera in 3 aktes, libretto gebr. E. en E. Adenis, muziek M.E. Missa) .
Als 'Céleste in de opera Véronique (komische opera in 3 aktes, libretto Georges Duval and Albert Vanloo, muziek André Messager).
Een latere opera is: 1907: La Poudre d'Escampette , 

### La Commère
Naast haar zang- en acteertalent werd zij vooral geroemd om haar welluidende vrolijke stem. Daardoor werd zij voor veel operettes gevraagd voor de rol van La Commère (de roddelaarster). 
De commère was de persoon die het verhaal vertelde en zo de verschillende scenes aan elkaar verbond. Zij deed dit op een ludieke en vrolijke manier en mede door haar oogstrelende verschijning wist zij het publiek enthousiast te maken. 

### Model
Ze werd herhaaldelijk geportretteerd door Leopold Reutlinger, deze foto's werden verkocht aan en gepubliceerd in de tijdschriften zoals  Le Figaro Modes,  Paris qui Chante.
Haar uiterlijk kenmerkt zich door prachtige kleding met grote hoeden met veren en bloemen en japonnen met exquise juwelen (met een voorkeur voor parels).
Op de Exposition van 1900, Photographie Artistique et Industrielle in Bruxelles, worden foto's van haar tentoongesteld die alom waardering ontvangen .
Er werden ook enkele foto's gemaakt door de fotograaf Jean Agélou die zich toelegde op het maken van erotische foto's.

### Revue
Ook in meerdere revues schitterde zij, vooral na 1900 toen de revue als nieuwe kunstvorm steeds meer werd opgevoerd .
In 1901 in Brussel de revue van George Garnier .
In 1904 in Les Ambassadeurs de revue van de Gorsse en Nanteuil .

## Afbeeldingen

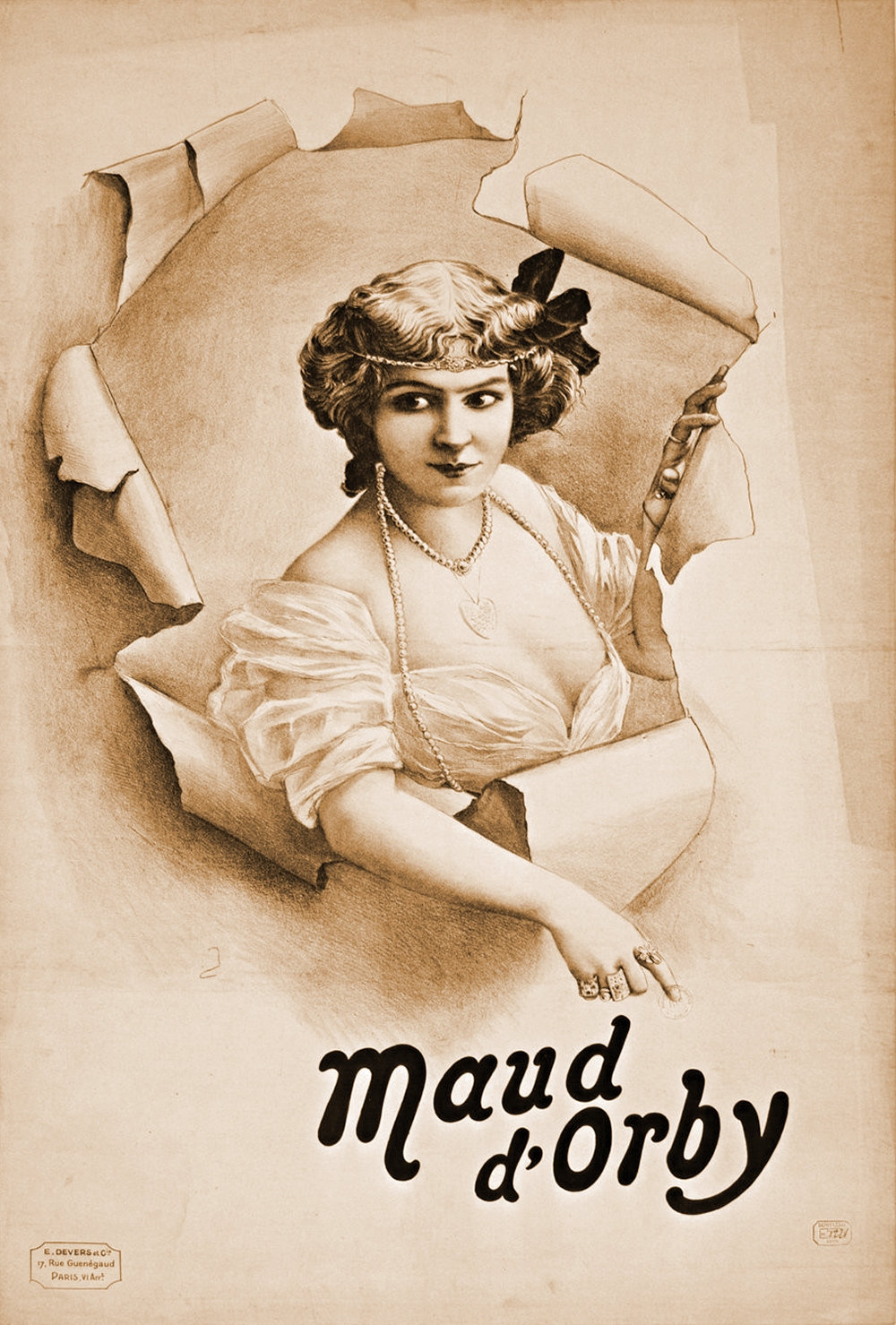
Poster Maud d'Orby
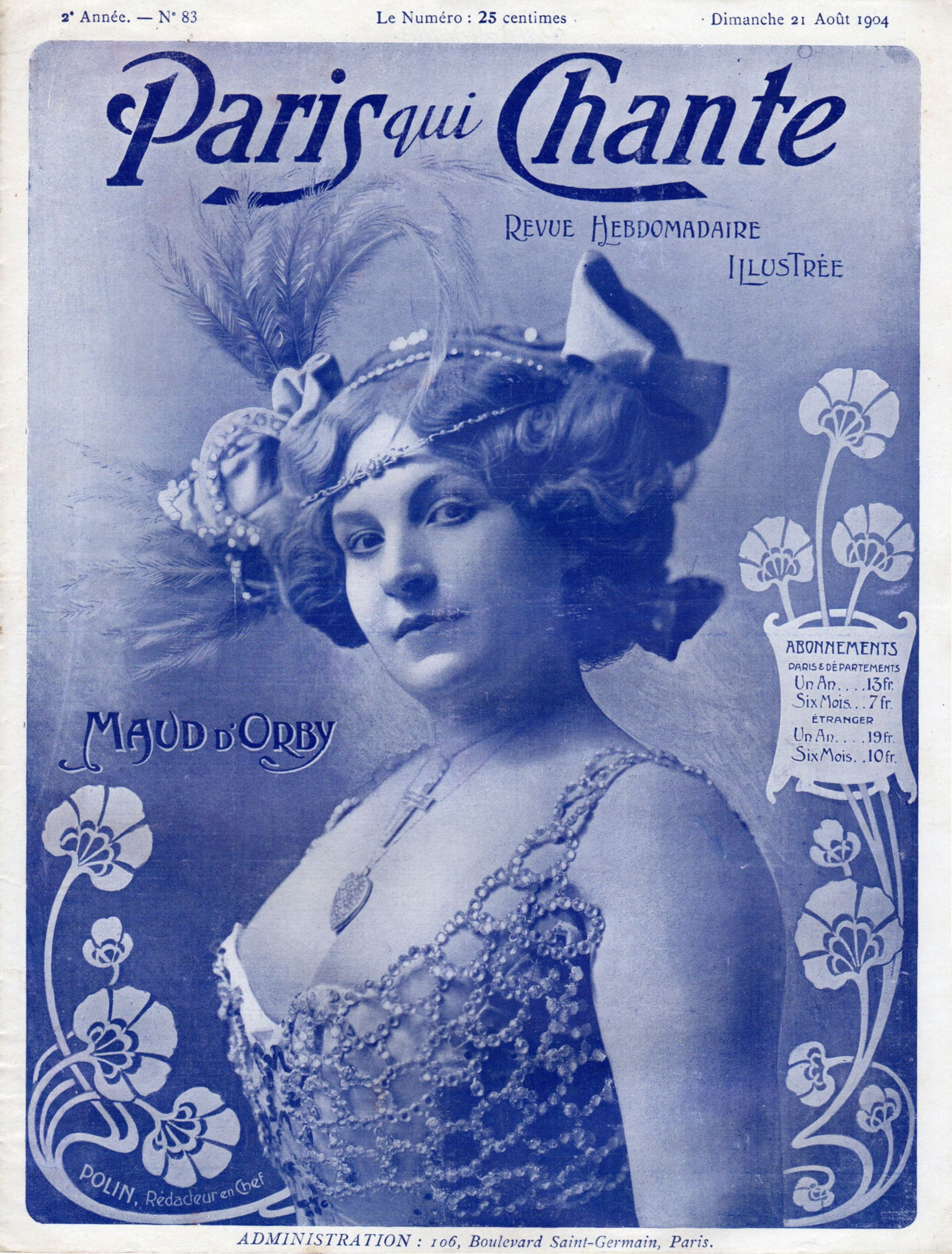
Paris qui Chante, programmaboekje
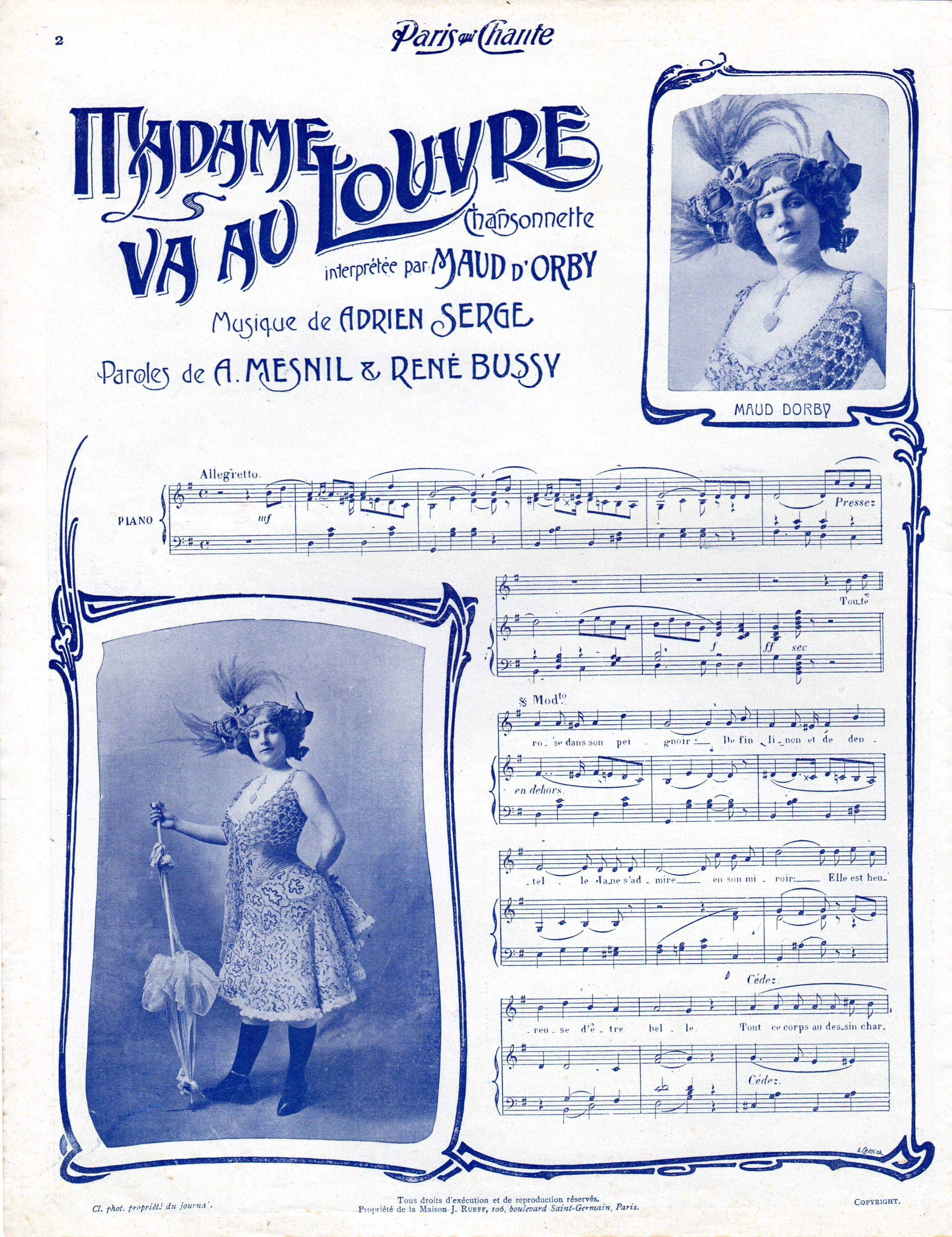
Paris qui Chante, programmaboekje
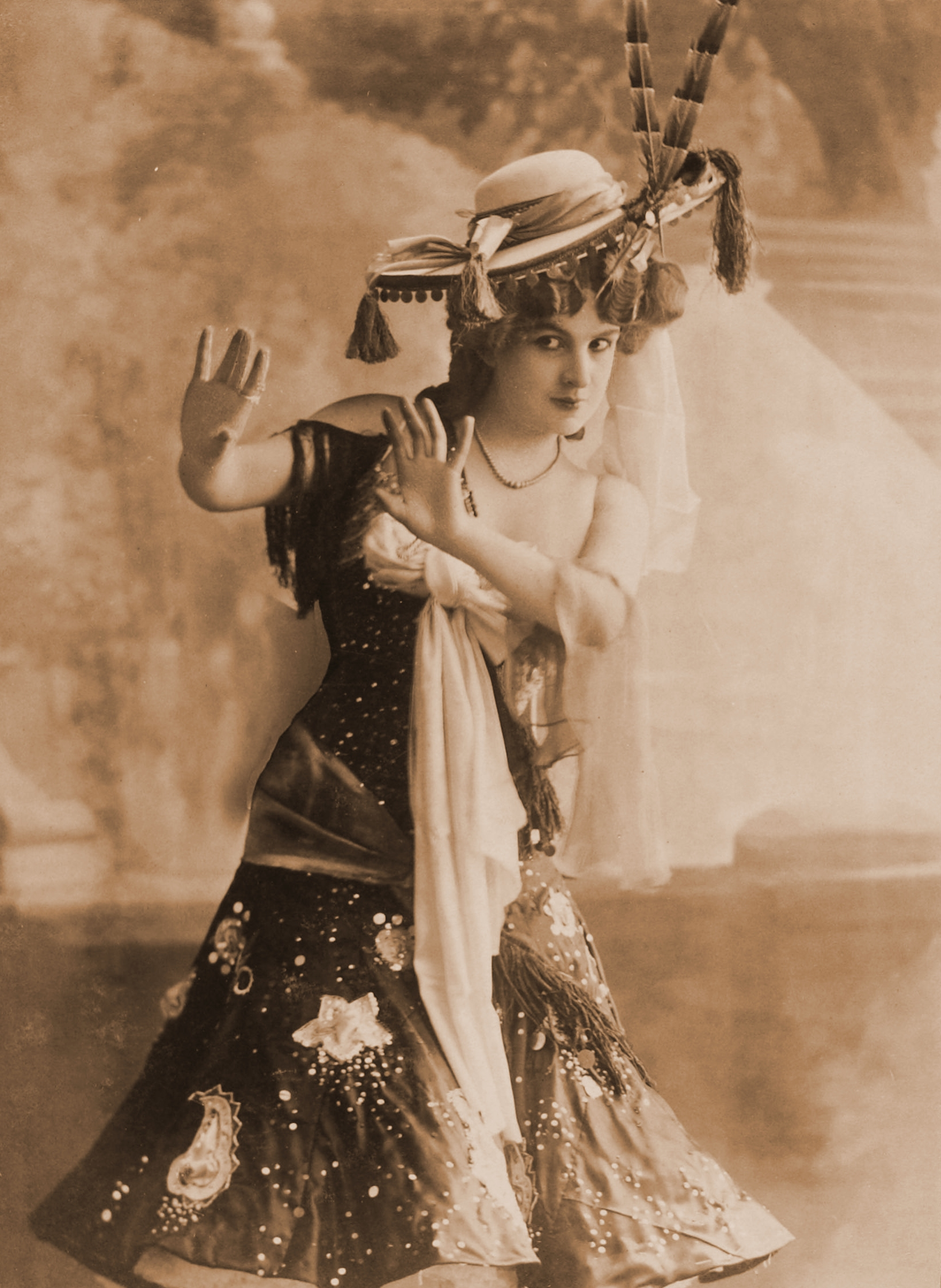
album Reutlinger
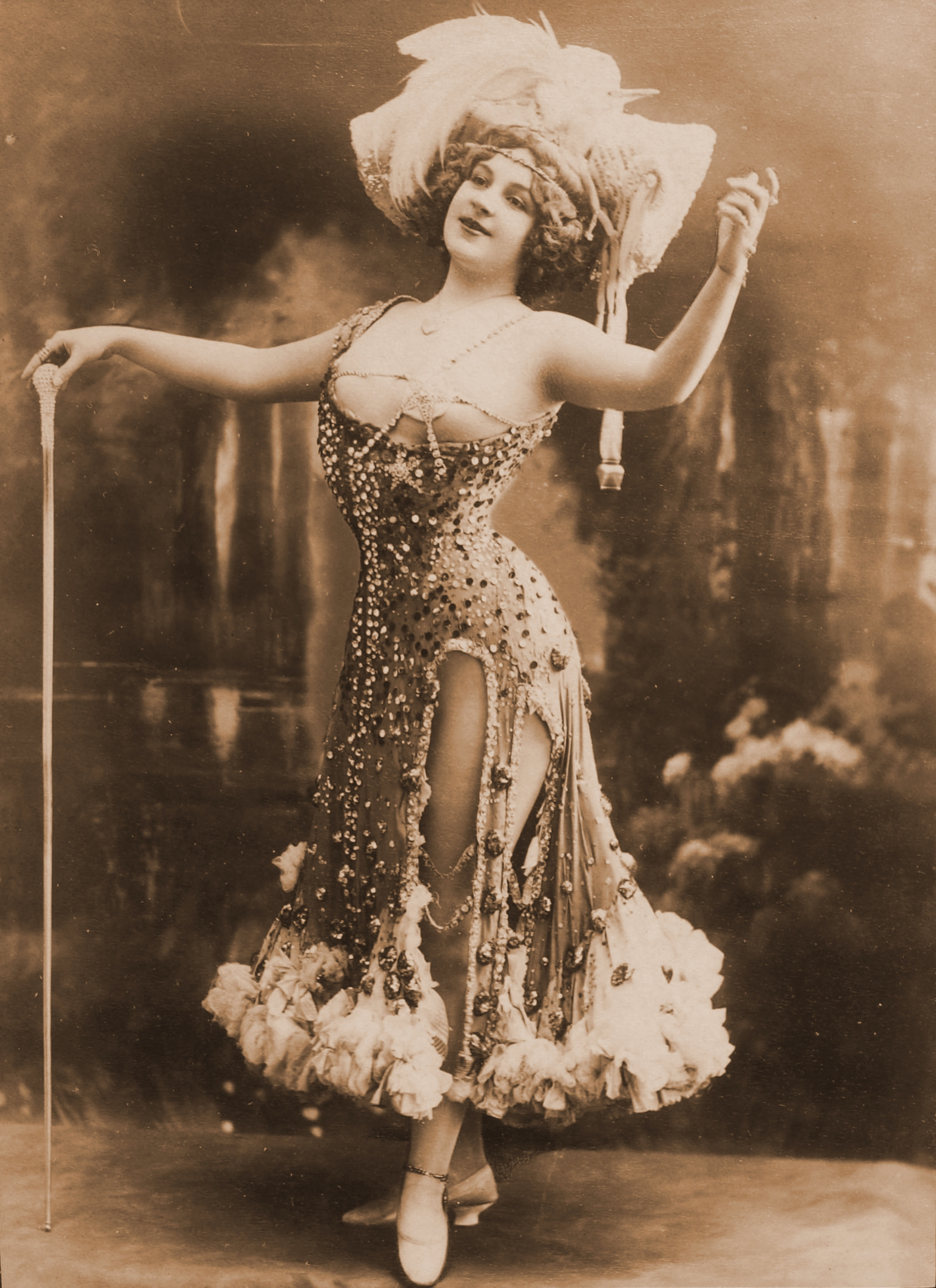
album Reutlinger
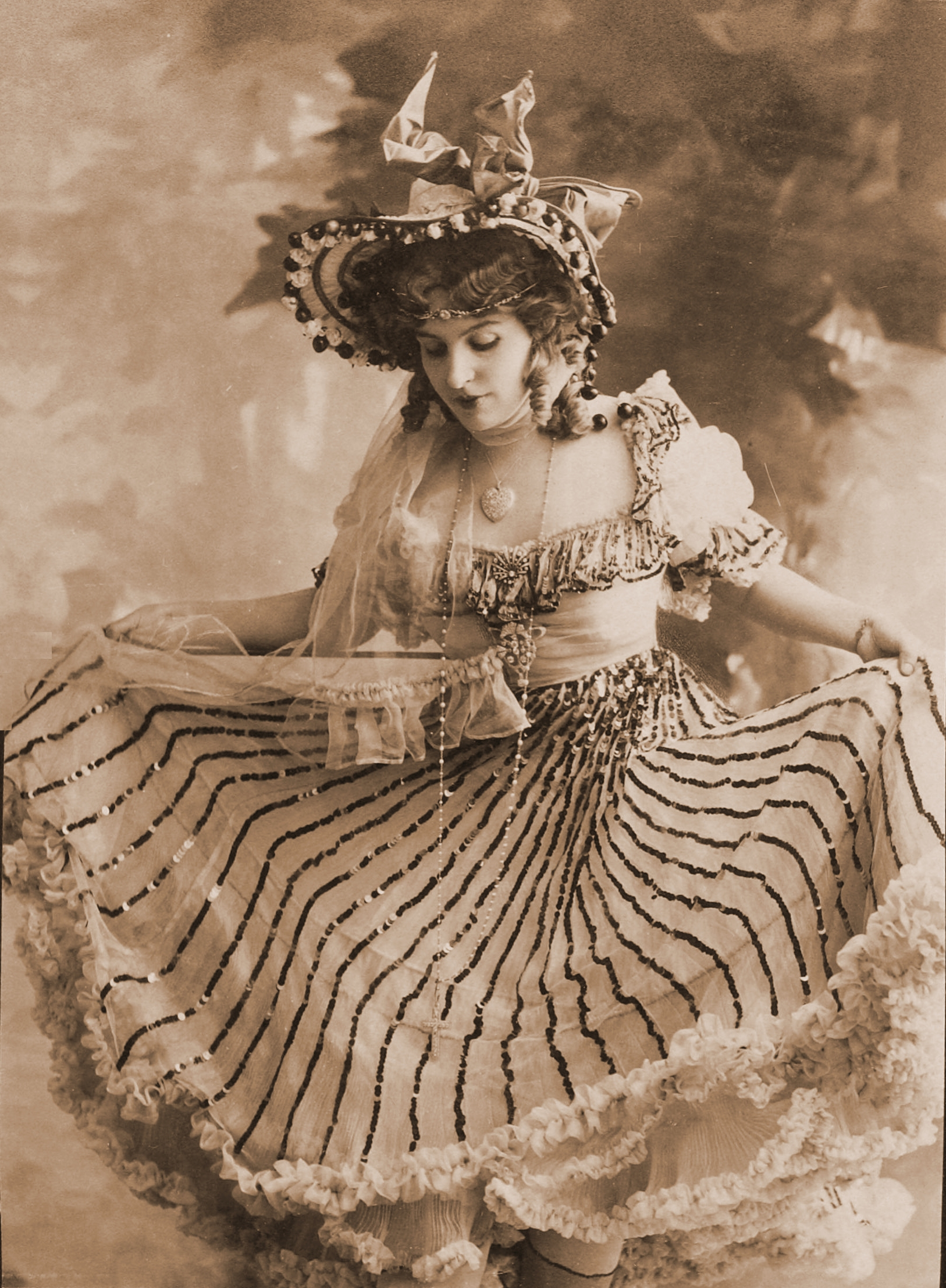
album Reutlinger
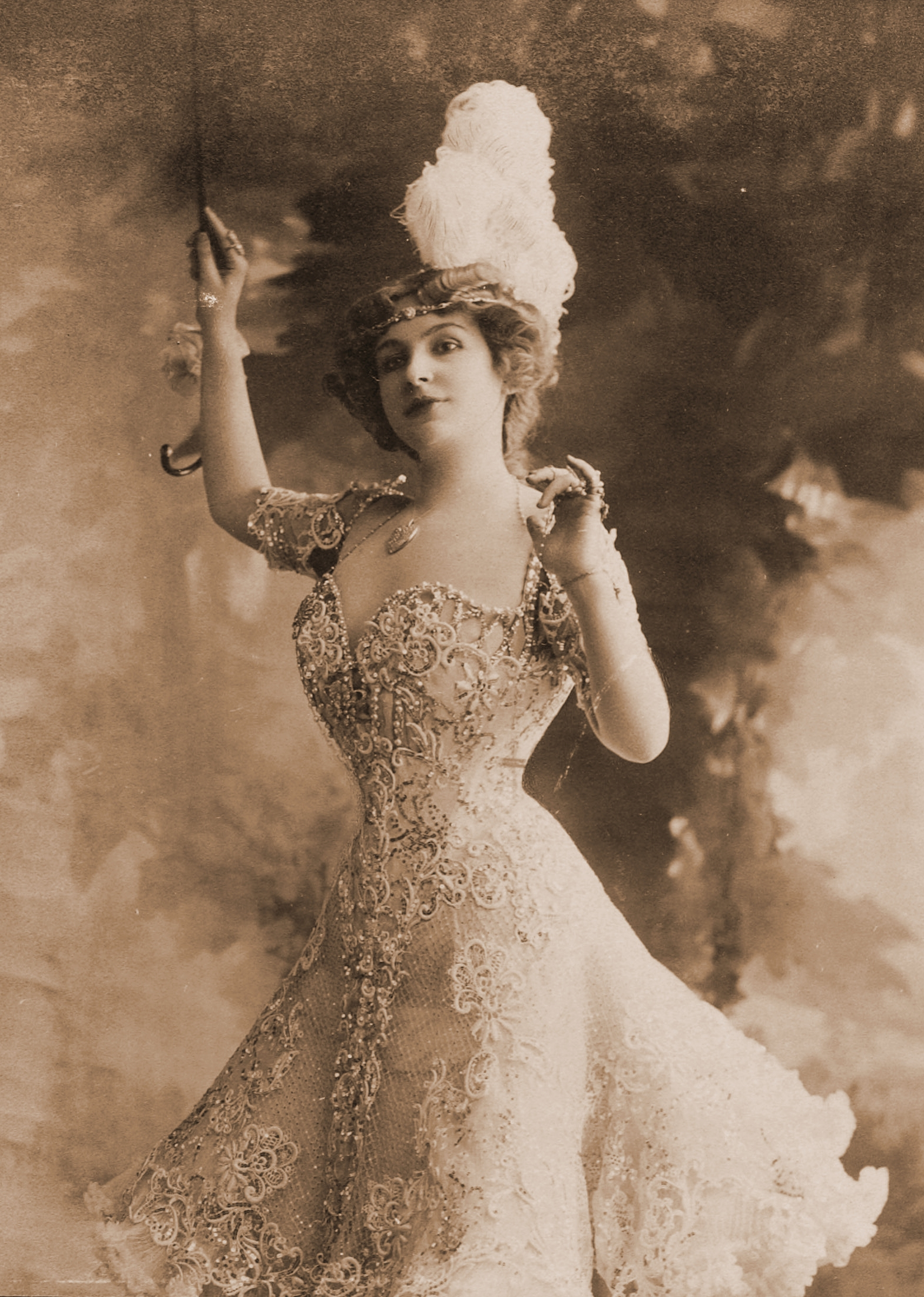
album Reutlinger
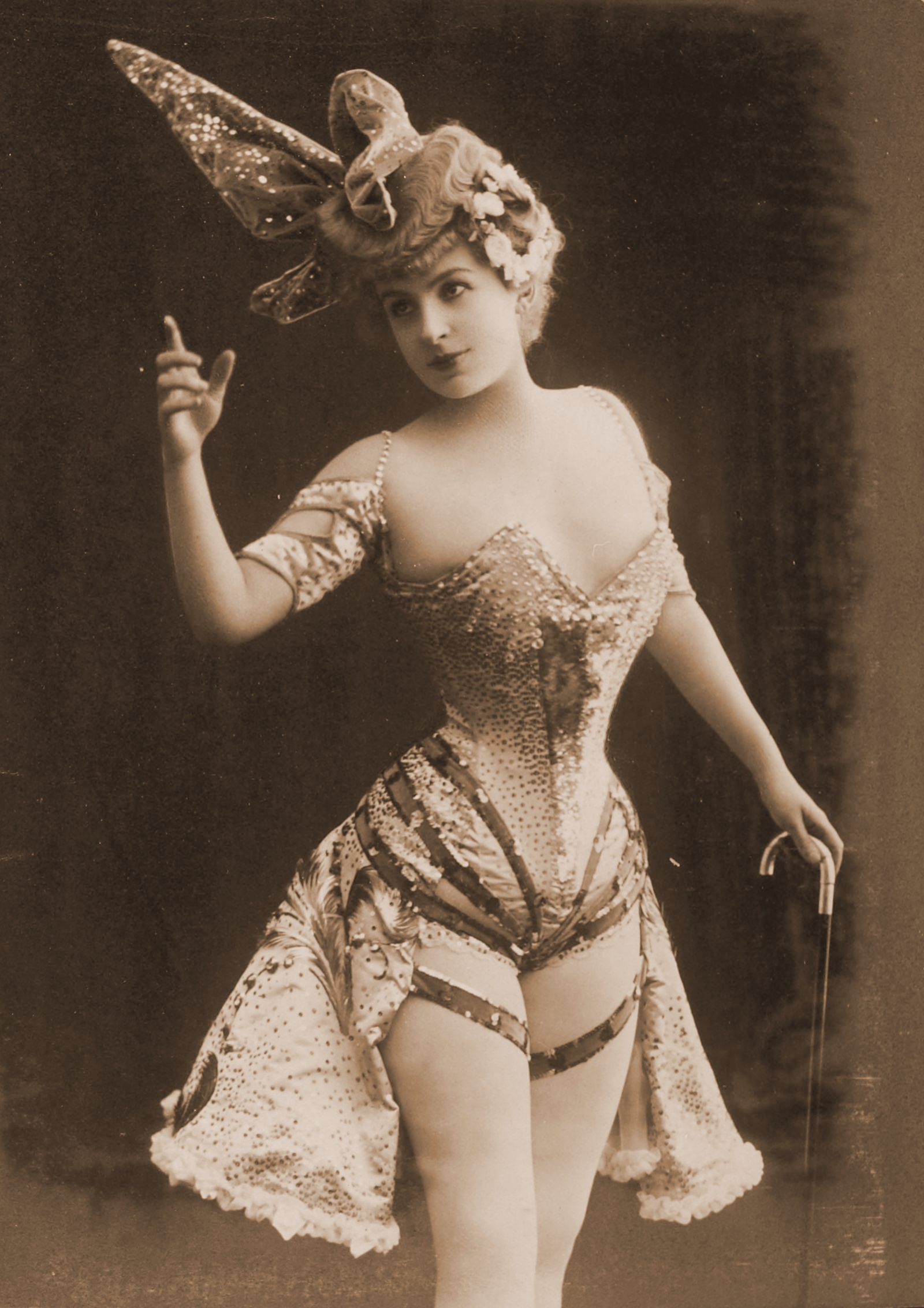
album Reutlinger
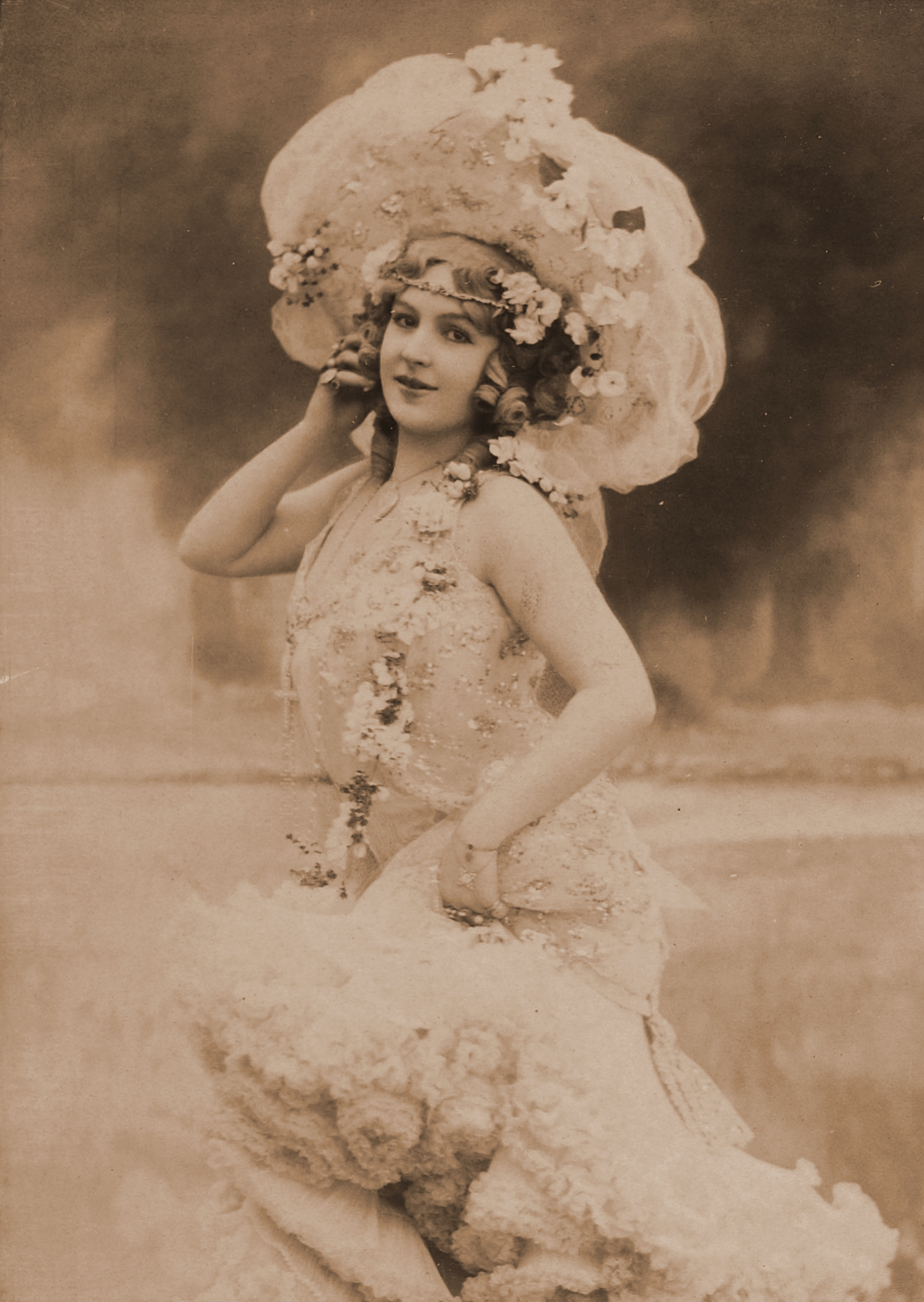
album Reutlinger
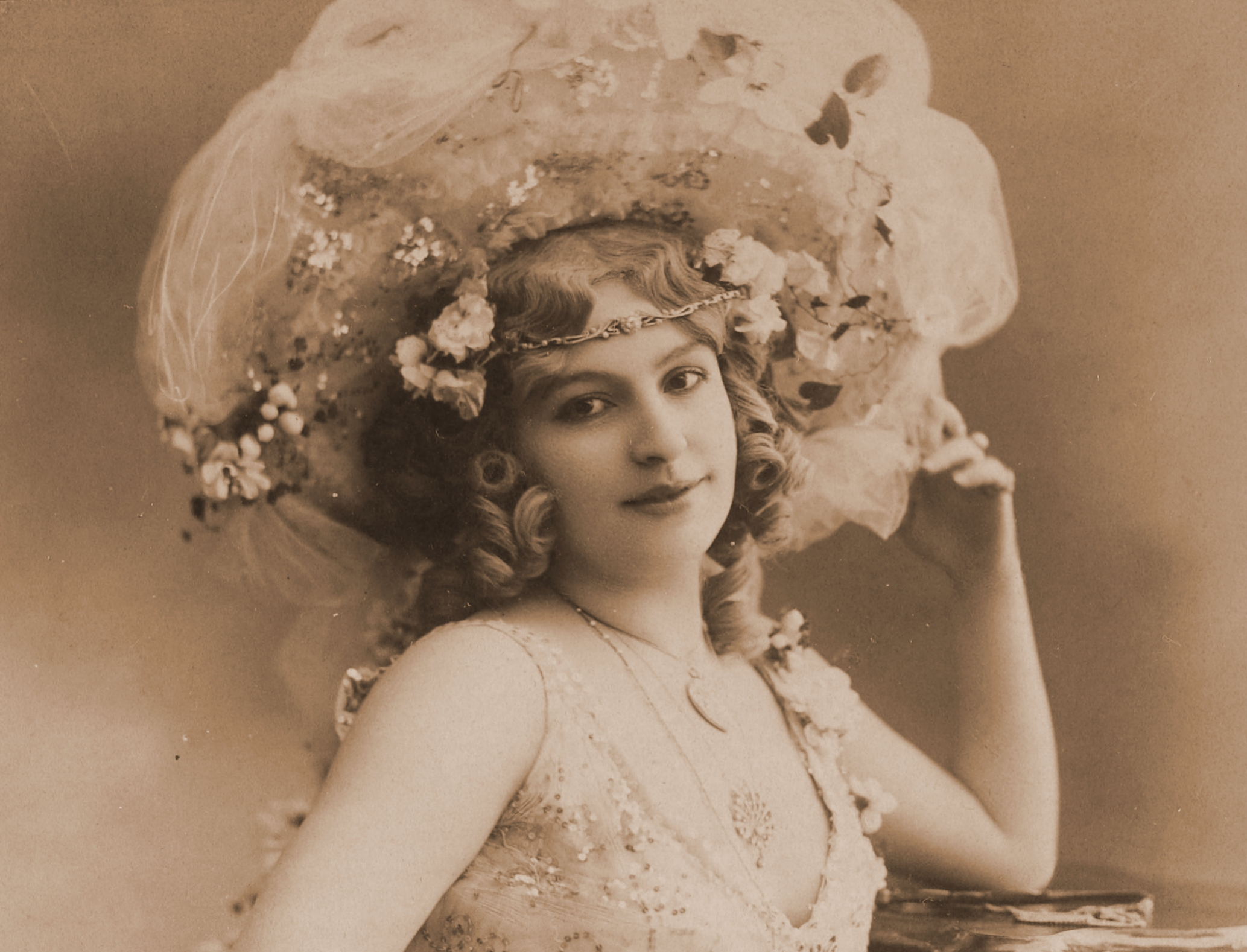
album Reutlinger
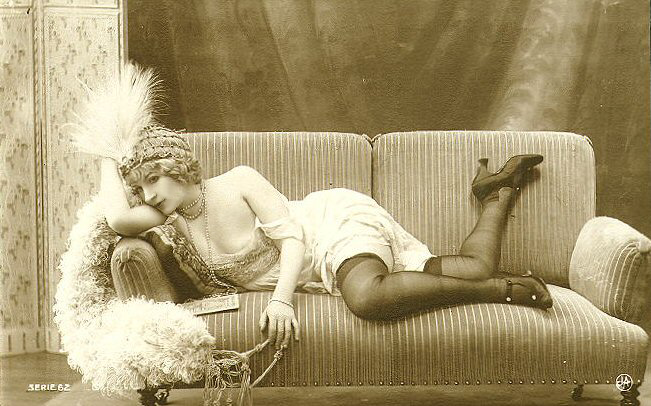
opname van Jean Agélou

## Wetenswaardigheden
- In Het Nieuws van den Dag van 15 augustus 1904 wordt aandacht gegeven aan het Parijse lustleven, de auteur spreekt lovend over Maud: Een spectacle-revue neemt het tweede gedeelte van het programma in  ..en van de allerliefste en keurig zingende Maud d'Orby. Dit betreft een voorstelling in Les Ambasadeurs in 1904 waarover de auteur zich verder nogal laatdunkend uitspreekt.

1. ↑  (La dernière heure, 02 juillet 1914 en l'Indépendance Belge, 1-07-1914, de revue Les Petits Femmes)
2. ↑  Revue artistique illustrée, 1899
3. ↑  (NuméroLe Ménestrel : journal de musique, 08-10-1899
4. ↑  revue artistique illustrée, nr 878
5. ↑  (La Vedette : politique, sociale et littéraire, 25-09-1907), (Comœdia illustré, 15-12-1908)
6. ↑  (Le Monde artiste : théâtre, musique, beaux-arts, littérature, 03-04-1904), (La dernière heure, 02 juillet 1914)
7. ↑  NuméroLe Panthéon de l'industrie, 1900
8. ↑  L'Orchestre : revue quotidienne des théâtres, 28-12-1897
9. ↑  L'Europe artiste 06-01-1901
10. ↑  Le Parti ouvrier, 03-07-1904,

Bronnen
- Bibliothèque nationale de France (Gallica)